# 新技術開発事業団
新技術開発事業団(しんぎじゅつかいはつじぎょうだん)は、企業化の困難な新技術を、公的資金を投下して研究委託で開発することを目的として設立された特殊法人である。1961年7月設立。新技術開発事業団法(昭和36年法律第82号)を根拠法とする。
基礎的研究、新技術開発と研究交流の促進等の業務を実施してきた。
新技術開発事業団法の一部を改正する法律(平成元年(1989年)6月28日・法律52号)で名称を「新技術事業団」に改める。
1996年10月1日に日本科学技術情報センターと統合され、新たに科学技術振興事業団(JST)として発足した。
大学紛争の影響により、各企業、大学での産学連携が及び腰になる中、数々の先進的な研究、開発を支援し、アモルファス合金をはじめとして、新技術の開発において大きな役割を果たした。